# Danzig (cheval)
Pour les articles homonymes, voir Danzig.
Danzig était un cheval de course pur-sang anglais né aux États-Unis en 1977 de l'union de Northern Dancer et de Pas de Nom (Admiral's Voyage). 

## Carrière de course
Acquis $ 310 000 yearling (l'équivalent de 1,2 million de dollars en 2019), sa carrière de courses fut extrêmement brève : trois apparitions seulement dans des épreuves mineures, qui se soldent par autant de victoires impressionnantes. Mais avant qu'il se produise en meilleure compagnie, une blessure met fin aux espoirs de son entourage, qui s'empresse de le rentrer au haras. 

### Résumé de carrière
| Date        | Hippodrome   | Pays        | Course      | Distance    | Jockey          | Place       | Écart       | Deuxième       |
| 1979, 2 ans | 1979, 2 ans  | 1979, 2 ans | 1979, 2 ans | 1979, 2 ans | 1979, 2 ans     | 1979, 2 ans | 1979, 2 ans | 1979, 2 ans    |
| ----------- | ------------ | ----------- | ----------- | ----------- | --------------- | ----------- | ----------- | -------------- |
| 25 juin     | Belmont Park | États-Unis  | Maiden      | 1 100 m     | J. Blockle Bank | 1er / 8     | 8 ½         | African Waters |
| 1980, 3 ans |              |             |             |             |                 |             |             |                |
| 14 mai      | Aqueduct     | États-Unis  | Allowance   | 1 200 m     | E. Maple        | 1er / 7     | 7 ½         | Son of Solo    |
| 31 mai      | Belmont Park | États-Unis  | Allowance   | 1 400 m     | E. Maple        | 1er / 7     | 5 ¾         | Preferred List |

## Au haras
Malgré ce mince palmarès, Danzig entre au haras de Claiborne Farm en 1981, et s'y révèle, jusqu'à sa retraite en 2005, comme un étalon exceptionnel, l'un des meilleurs continuateurs de Northern Dancer. Sur les 662 compétiteurs qu'il a produits, 192 sont « stakes winner » (vainqueur d'une course importante), dont une quarantaine de vainqueurs de Groupe 1. Trois fois tête de liste des étalons américains (de 1991 à 1993), sa progéniture excelle sur les parcours de vitesse. En 2002, le prix d'une saillie de Danzig se monnayait à partir de 250 000 dollars, et ses produits ont accumulé plus de 100 millions de dollars sur les rings de vente aux enchères. 
Parmi ses meilleurs produits, on peut citer :  
- Dayjur : Prix de l'Abbaye de Longchamp, Nunthorpe Stakes, King's Stand Stakes. Sprinter de l'année en Europe et cheval de l'année en Angleterre (1990), admis au Hall of Fame des courses britanniques.
- Lure : Breeders' Cup Mile, Turf Classic, United Nations Stakes, admis au Hall of Fame des courses américaines.
- Dance Smartly : lauréate de la Triple Couronne canadienne, Breeders' Cup Distaff, cheval de l'année au Canada, admise au Hall of Fame des courses américaines.
- Chief's Crown : Hopeful Stakes, Breeders' Cup Juvenile, Travers Stakes, Malboro Cup Invitational Handicap. 2 ans de l'année aux États-Unis (1984).
- Pine Bluff : Preakness Stakes, Arkansas Derby.
- Anabaa : Prix Maurice de Gheest, July Cup. Sprinter de l'année en Europe (1996).

Son influence est capitale, notamment à travers son fils Danehill, devenu chef de race, et d'autres étalons de tout premier plan comme Chief's Crown, Anabaa et surtout Green Desert. 
Danzig est mort en janvier 2006.

## Origines
Fils de l'incontournable Northern Dancer, l'étalon du siècle, Danzig est issu d'une bonne jument américaine, Pas de Nom, qui s'est illustrée au niveau des courses principales, prenant la deuxième place du Barbara Fritchie Handicap, un groupe 3. La deuxième mère, Petitioner, est une jument anglaise importée aux États-Unis dans les années 50, qui se recommande de sa mère Steady Aim, lauréate des Oaks en 1946. 

### Pedigree
| Origines de Danzig (USA), mâle bai né en 1977 | Origines de Danzig (USA), mâle bai né en 1977 | Origines de Danzig (USA), mâle bai né en 1977 | Origines de Danzig (USA), mâle bai né en 1977 |
| --------------------------------------------- | --------------------------------------------- | --------------------------------------------- | --------------------------------------------- |
| Père Northern Dancer                          | Nearctic                                      | Nearco                                        | Pharos                                        |
| Père Northern Dancer                          | Nearctic                                      | Nearco                                        | Nogara                                        |
| Père Northern Dancer                          | Nearctic                                      | Lady Angela                                   | Hyperion                                      |
| Père Northern Dancer                          | Nearctic                                      | Lady Angela                                   | Sister Sarah                                  |
| Père Northern Dancer                          | Natalma                                       | Native Dancer                                 | Polynesian                                    |
| Père Northern Dancer                          | Natalma                                       | Native Dancer                                 | Geisha                                        |
| Père Northern Dancer                          | Natalma                                       | Almahmoud                                     | Mahmoud                                       |
| Père Northern Dancer                          | Natalma                                       | Almahmoud                                     | Arbitrator                                    |
| Mère Pas de Nom                               | Admirals Voyage                               | Crafty Admiral                                | Fighting Fox                                  |
| Mère Pas de Nom                               | Admirals Voyage                               | Crafty Admiral                                | Admiral's Lady                                |
| Mère Pas de Nom                               | Admirals Voyage                               | Olympia Lou                                   | Olympia                                       |
| Mère Pas de Nom                               | Admirals Voyage                               | Olympia Lou                                   | Louisiana Lou                                 |
| Mère Pas de Nom                               | Petitioner                                    | Petition                                      | Fair Trial                                    |
| Mère Pas de Nom                               | Petitioner                                    | Petition                                      | Art Paper                                     |
| Mère Pas de Nom                               | Petitioner                                    | Steady Aim                                    | Felstead                                      |
| Mère Pas de Nom                               | Petitioner                                    | Steady Aim                                    | Quick Arrow (famille 7-a)                     |